# Trevor Brooking
Trevor David Brooking est un footballeur anglais né le 2 octobre 1948 à Barking dans le Grand Londres. 
Il est docteur honoris causa de l'université de Londres-Est.
Il a été nommé en 1999 commandeur de l'ordre de l'Empire britannique, et fait chevalier en 2004, pour services rendus au sport.

## Carrière
- 1967-1984 : West Ham  Angleterre
- 1985 : Cork City  Irlande

## Palmarès
- 47 sélections et 5 buts avec l'équipe d'Angleterre entre 1974 et 1982.